# Thái Thanh (học giả)
Thái Thanh (chữ Hán: 蔡清, 1453 – 1508), tên tự là Giới Phu, hiệu là Hư Trai, người huyện Tấn Giang, phủ Tuyền Châu , là quan viên, học giả nhà Minh. Ông là nhà Lý học hàng đầu ở thời đại của mình, cực lực tôn sùng Chu Hi, góp phần quan trọng đưa Tống nho trở thành chủ lưu của Nho học Trung Quốc trong hai triều đại Minh – Thanh.

## Tiểu sử

### Thân thế
Tổ tiên của Thái Thanh định cư ở làng Đông Lâm, huyện Huệ An; vào đời Nguyên có xử sĩ là Thái Huệ dời nhà đến Tấn Giang, trở thành thủy tổ của họ Thái ở đấy. Ông kỵ là Thái Nhuận, hiệu Thế An; ông cụ là Thái Huy Trung; ông nội là Thái Phiền Đức; cha là Thái Quan Tuệ, hiệu Doãn Nguyên; chú là Thái Huy, trúng cử nhân. 
Thuở nhỏ, Thái Thanh theo người Hầu Quan  là Lâm Bần học kinh Dịch, nắm được cốt lõi trong học thuyết của ông ta.  

### Sự nghiệp
Năm Thành Hóa thứ 13 (1477), Thái Thanh đỗ đầu kỳ thi Hương ở Phúc Kiến. Năm thứ 20 (1484), ông trở thành Tiến sĩ, lập tức xin quay về dạy học, mở lớp ở chùa Thủy Lục .  Đến năm Hoằng Trị đầu tiên (1488), Thanh bị mẹ thúc ép, bèn lên kinh ứng tuyển, được nhận chức Lễ bộ Từ tế tư chủ sự. 
Lại bộ thượng thư Vương Thứ xem trọng Thanh, tâu xin đổi ông làm Lại bộ Kê huân tư chủ sự, thường cùng ông đàm luận tham vấn. Thanh nhân đó dâng lên 2 đề nghị, một – yêu cầu chấn chỉnh kỷ cương, hai – tiến cử danh sĩ là bọn Lưu Đại Hạ hơn 30 người, Thứ đều nghe theo. 
Thái Thanh gặp tang mẹ, sau 3 năm thì khôi phục quan chức, được đổi làm Lễ bộ Từ tế tư Viên ngoại lang; ông xin dời về gần nhà để tiện chăm sóc cha già, nên được thăng làm Nam Kinh Lại bộ Văn tuyển lang trung . Ngày kia Thanh cảm thấy nhói tim, vội xin nghỉ hẳn, quay về nhà được 2 tháng thì cha mất. Từ ấy Thanh dạy học tại nhà, không rời đi. 
Năm Chánh Đức đầu tiên (1506), Thanh được khởi dùng làm Giang Tây đề học phó sứ. Ninh vương Chu Thần Hào đòi quan lại vào ngày 1 và 15 hàng tháng phải vào chầu mình trước, rồi mới đến Văn miếu. Thanh không đồng ý, trước thăm miếu rồi mới chầu Ninh vương. Vào ngày sinh của Ninh vương, ông ta lệnh cho quan lại phải mặc triều phục để chúc thọ, Thanh cho rằng như thế là trái lễ, nên ăn mặc kém trang trọng hơn mà đi chúc thọ. Ninh vương xin thêm hộ vệ, được triều đình đáp ứng, Thanh chỉ trích việc này, khiến Ninh vương đã giận lại càng giận, muốn vu cho ông tội phỉ báng chiếu chỉ. Vì thế Thanh xin trí sĩ, Ninh vương vờ giữ lại, còn muốn gả con gái cho con trai của ông, nhưng Thanh dứt khoát từ chối.  

### Hậu sự
Bấy giờ Lưu Cấn chuyên quyền, sợ thiên hạ dị nghị, muốn theo lối gian thần nhà Tống là Thái Kinh triệu danh sĩ người Phúc Kiến là Dương Thì (học trò của Trình Hạo, Trình Di), thành ra Thanh trí sĩ mới vài tháng thì được khởi dùng làm Nam Kinh Quốc tử giám Tế tửu, nhưng mệnh lệnh chưa đến thì ông đã mất. Khi ấy là năm Chánh Đức thứ 3 (1508), Thanh hưởng thọ 56 tuổi. Trong niên hiệu Vạn Lịch, Thanh được đặt thụy là Văn Trang, tặng Lễ bộ thị lang. 

## Tính cách
Thanh khí sắc ôn hòa, ngoài nhàn nhã, trong bản chất rạch ròi, bình sanh nghiêm chỉnh giữ mình. Tuy gia cảnh thiếu thốn nhưng Thanh không nề cứu giúp người khác, vì thế họ hàng nương nhờ ông. Người mới gặp Thanh lập tức bỏ qua vẻ ngoài nghèo hèn của ông, quen biết lâu ngày, thì đối đáp đến quên cả hít thở, dẹp đi lễ tiết thông thường mà lắng nghe lời ông.  
Thanh trước tác Mật châm  hơn 50 điều, đều là lời tự châm biếm bản thân, nhằm tự kiểm điểm.  

## Tư tưởng và ảnh hưởng
Thanh đọc khắp kinh, sử và trước tác Lý học của Chu Đôn Di, Trình Hạo, Trình Di, Trương Tái, Chu Hi,... nhưng đặc biệt xem trọng về kinh Dịch, vì thế ông thành danh ở phương diện này.  Thanh nhận định kinh Dịch là "đầu của ngũ kinh" (ngũ kinh chi thủ), "nơi chứa sanh mệnh" (sanh mệnh chi uẩn), nên nghiên cứu chuyên sâu, luôn đưa ra nhiều phát kiến chưa từng có. Do sự khởi xướng và dưới ảnh hưởng của Thanh, bọn Lý Đình Cơ, Trương Nhạc, Lâm Hi Nguyên, Trần Sâm, Tô Tuấn, Quách Duy Hiền ở chùa Khai Nguyên kết xã nghiên cứu kinh Dịch, người đời gọi là Thanh Nguyên trì Dịch nhị thập bát tú. Bọn Lý Đình Cơ trước tác hơn 90 bộ sách bàn luận về Dịch, tạo nên trào lưu nghiên cứu kinh Dịch ở Tuyền Châu, khiến "người trong thiên hạ nói về Dịch, thì nghĩ đến Tấn Giang".
Về Lý học, Thanh chủ yếu kế thừa học thuyết của Chu Hi, nhận định "đạo của Tống nho đến Chu tử mới đạt thành tựu lớn, cái học của Chu tử không sáng, thì cái đạo của Khổng Mạnh không rõ".  Trên tâm thế ấy, Thanh bảo vệ học thuyết của Chu Hi một cách mạnh mẽ, đề xướng "hợp với Văn công thì giữ lại, khác thì gạt ra, khiến người ta nhìn vẻ lung linh và sự thấu triệt trong ghi chép của Chu" (thụy hiệu của Chu Hi là Văn). Mặt khác, Thanh cũng phát triển học thuyết ấy thay vì khư khư không đổi. Ví như Chu Hi chủ trương "lý (tinh thần) tiên (có trước), khí (vật chất) hậu (có sau)", Thanh nhận định "hết thảy lục hợp đều là khí đấy, lý tức là lý của khí này vậy", thành ra bất đồng một cách vi diệu với Chu tử. Trình độ Lý học của Thanh được khẳng định là nằm trong nhóm vài học giả hàng đầu ở trung kỳ đời Minh,   trở thành nhân vật trung tâm của học phái Thanh Nguyên hình thành sau này. Học thuyết của Thanh chẳng những ngăn được Tâm học của Vương Dương Minh tiến về miền tây nam (sau khi đã nuốt trọn đông nam, bao gồm thủ phủ của Nho học Trung Quốc: Chiết Giang), mà còn góp phần đưa Tống nho trở thành chủ lưu của Nho học hai đời Minh – Thanh,  đưa Chu tử trở thành một trong những triết gia ảnh hưởng nhất của lịch sử triết học Trung Quốc. Trong bài sớ xin đặt thụy cho Thanh, Chiêm Ngưỡng Tý đã nói: "Chu Hi có công với thánh nhân, còn Thanh có công với họ Chu." 

## Hậu nhân
- Con trai:
Thái Tồn Úy, con trai trưởng của Thanh, không rõ hành trạng.[4]
Thái Tồn Viễn, tên tự là Tư Nghị, con trai thứ tư của Thanh, vốn là sinh viên của Tuyền Châu phủ học, trúng tiến sĩ năm Gia Tĩnh thứ 5 (1526), từng làm Thôi quan 2 phủ Cát An, Tùng Giang, thăng đến Thái bộc tự thừa. Tác phẩm có Chu dịch chánh thuyết (周易正说).
- Học trò: những môn đồ có tiếng tăm của Thanh là Trần Sâm, Vương Tuyên, Dịch Thì Trung, Lâm Đồng, Triệu Đãi, Thái Liệt. Trần Sâm là người nổi tiếng nhất.  Sâm, Tuyên, Thì Trung, Đãi, Liệt, sử cũ có truyện.

## Trước tác
- Những tác phẩm của Thanh được lưu giữ trong Khâm định tứ khố toàn thư bao gồm:
Hư Trai tập 5 quyển, xem tại đây
Tứ thư mông dẫn 15 quyển, xem tại đây
Dịch kinh mông dẫn 12 quyển, xem tại đây
Tứ thư mông dẫn và Dịch kinh mông dẫn được Thái Tồn Viễn dâng lên triều đình vào năm Gia Tĩnh thứ 8 (1529), có chiếu cho khắc in.
- Những tác phẩm của Thanh không được lưu giữ trong Khâm định tứ khố toàn thư, hiện nay còn không đầy đủ là Ngải Am mật châm, Hà Lạc tư kiến, Thái cực đồ thuyết. Tất cả được gom về 1 quyển, xem tại đây

## Khảo chứng
1. ^  Minh sử quyển 282, liệt truyện 170 – Nho lâm 1: Thái Thanh: Thái Thanh, tự Giới Phu, người Tấn Giang. Chu Học Tằng (nhà Thanh, tổng biên) – Tấn Giang huyện chí (Đạo Quang bản) [12] quyển 38, Nhân vật chí, Danh thần 2[liên kết hỏng] – Minh, Thái Thanh: Thái Thanh, tự Giới Phu, hiệu Hư Trai. Lý Thanh Phức (nhà Thanh) – Mân trung lý học uyên nguyên khảo [13] quyển 59 – Văn Trang Thái Hư Trai tiên sanh Thanh học phái, Văn Trang Thái Hư Trai tiên sanh Thanh: Thái tiên sanh húy Thanh, tự Giới Phu, người Tấn Giang."
2. ^  Tấn Giang huyện chí (Đạo Quang bản) quyển 38, Nhân vật chí, Ẩn dật Lưu trữ ngày 26 tháng 12 năm 2015 tại Wayback Machine – Minh, Thái Huệ: Thái Huệ, tổ phụ của Hư Trai tiên sanh. Tính trầm tĩnh, thích đọc sách, có cao hạnh. Rất tinh môn địa lý, tự chọn đất ở núi Đào Hoa. Cuối đời gởi gắm gia đình cho con, nhàn du thoát tục, cả năm trong núi, không hỏi việc đời. Sau khi mất, tiến sĩ Chu Thái đi viếng làm thơ rằng: (dịch nghĩa) "Xử sĩ vốn lạc thiện, cuối đời ăn chay trường, con lớn giữ được nhà, con nhỏ đỗ thi Hương." Con thứ là Huy, trúng cử nhân. Cháu nội đầu là Thanh, lý học danh thần, được tòng tự Văn miếu. Mân trung lý học uyên nguyên khảo quyển 55 – Đông Lâm Thái thị gia thế học phái: Án: Đời trước của Thái Văn Trang tiên sanh làm nhà ở làng Đông Lâm thuộc Huệ An, đến đời Nguyên có kẻ xử sĩ húy Huệ mới dời đi Tấn Giang, là thủy tổ của tiên sanh. Tiên sanh thường tự thuật về đại lược cao tổ, nói cao tổ là ngài Thế An, húy Nhuận, với ngài Chu đô hiến là bạn. Đô hiến thường nói với tiên sanh rằng: "Tôi kịp quen biết với cao tổ mày, thật là nhất thì thiện sĩ." [14] Tằng tổ húy Huy Trung, năm Giáp ngọ hiệu Vĩnh Nhạc (năm Vĩnh Nhạc thứ 12, tức năm 1414), đỗ thi Hương. Tổ húy Phiền Đức, không làm quan. Phụ húy Quan Tuệ, là ngài Doãn Nguyên. Tiên sanh làm ký ngôn của hội Dật lão, ở hội có 17 người, mà ngài Doãn Nguyên là trưởng, nhất thì đều là những kẻ được hương lý trọng vọng, văn hạnh ngời ngời, đem ra mà tụ họp làm một hội, ấy ngài Doãn Nguyên nếu là người muốn giữ đức lâu dài, cho rằng cần đặt cơ sở để gầy dựng về sau, hẳn là vậy. Tuyền Nam từ Tử Dương (tức Chu Hi) về sau, sự thịnh vượng của nhân văn, thật khởi xướng bởi Văn Trang; nên gia thế uyên nguyên của Văn Trang tiên sanh, càng khiến kẻ hậu học không thể không truy tầm mà ghi lại. (Người viết sử dụng tư liệu của Lý Thanh Phức vì cho rằng nó hợp lý hơn)
3. ^  Minh sử – tlđd: Thiếu thời đi Hầu Quan, theo Lâm Bần học "Dịch", tận đắc "khẳng khể" của ông ta.[15] Tấn Giang huyện chí, Thái Thanh – tlđd: Thờ làm thầy là Hà Kiều Tân, còn Dịch thì theo học ở thầy Tam Sơn Lâm Bần.
4. ^  Minh sử – tlđd: Đỗ thứ nhất kỳ thi Hương năm Thành Hóa thứ 13, năm thứ 20 thành Tiến sĩ, lập tức xin quay về dạy học. Tấn Giang huyện chí, Thái Thanh – tlđd: Giải nguyên năm Đinh sửu, tiến sĩ năm Giáp thìn trong niên hiệu Thành Hóa. Xin quay về nhà, dạy học ở Thủy Lục tự, kẻ sĩ phần nhiều tìm đến ông. Mân trung lý học uyên nguyên khảo, Văn Trang Thái Hư Trai tiên sanh Thanh – tlđd: Đứng thứ nhất kỳ thi Hương ở Phúc Kiến vào năm Thành Hóa thứ 13, núi non Tấn Giang reo như khánh ngọc 3 ngày. Năm thứ 20 thành Tiến sĩ, lập tức xin quay về dạy học ở Thủy Lục tăng tự, kẻ sĩ Giang Nam phần nhiều tìm đến; đối với bản thân ngoài việc đọc sách, chưa từng mong muốn được làm quan.
5. ^  Minh sử – tlđd: Rồi, yết tuyển, được chức Lễ bộ Từ tế chủ sự. Tấn Giang huyện chí, Thái Thanh – tlđd: Năm Hoằng Trị đầu tiên phó tuyển, được chức Lễ bộ chủ sự. Mân trung lý học uyên nguyên khảo, Văn Trang Thái Hư Trai tiên sanh Thanh – tlđd: Ngày ấy, vì mẹ vẽ chân dung, mẹ xìu mặt nói: "Tôi nghe mẹ nhờ con quý, nay mày đỗ tiến sĩ đã lâu, tôi vẫn còn đội khăn." Tiên sanh nghe nói thì thương lắm, lập tức phó tuyển, được chức Lễ bộ chủ sự, ấy là buổi đầu niên hiệu Hoằng Trị.
6. ^  Minh sử – tlđd: Vương Thứ làm trưởng của bộ Lại, xem trọng Thanh, điều làm Kê huân chủ sự, luôn hỏi han để năm thời sự. Thanh bèn dâng lên 2 trát [16]: một xin chấn hưng kỷ cương, một tiến cử bọn Lưu Đại Hạ hơn 30 người. Thứ đều nạp dụng. Tấn Giang huyện chí, Thái Thanh – tlđd: Lại bộ thượng thư Vương Thứ biết rõ học vấn và việc làm của ông, tâu đổi làm Lại bộ Kê huân tư chủ sự, thường cùng đàm luận hỏi han. Thanh nhân đó dâng lên 2 tráp [16] "quản kiến" [17], nói ngày nay kỷ cương bỏ trễ, sĩ phong ngày càng nát, dân lực ngày càng rã, đây là lúc cần chấn hưng, làm cho tan nỗi lo trong nước, ổn phòng bị ngoài biên. Lại trình bày danh lưu của hải nội là bọn Lưu Đại Hạ hơn 30 người, Thứ đều nạp dụng. Thứ cát sĩ Trâu Trí bị kết án phải vào ngục, tội không thể lường được. Khi ấy Hình bộ thượng thư Hà Kiều Tân còn nghỉ bệnh, Thanh đến gặp Kiều Tân, cưỡng ép ông ta ra mặt. Kiều Tân lập tức nói giúp, Trí được giáng chức ra Lĩnh Nam. Mân trung lý học uyên nguyên khảo, Văn Trang Thái Hư Trai tiên sanh Thanh – tlđd: Lại bộ thượng thư Vương Thứ xem trọng học vấn và việc làm của ông, tâu đổi làm Lại bộ Kê huân chủ sự, thường cùng đàm luận hỏi han. Tiên sanh nhân đó dâng lên 2 trát "quản kiến" cho Thứ, nói nỗi lo của triều đình hiện này ở kỷ cương bỏ trễ, cho rằng sĩ phong ngày càng nát, dân lực ngày càng rã, đây là lúc cần chấn hưng, làm cho tan nỗi lo trong nước, ổn phòng bị ngoài biên. Lại tiến dẫn danh sĩ là bọn Lưu Đại Hạ hơn 30 người, Thứ đều nạp dụng. Thứ cát sĩ Trâu Trí bị kết án phải vào ngục, tội không thể lường được. Tiên sanh gấp thưa với Đại tư khấu Hà Kiều Tân, được nói giúp; Trí được giáng chức đi Lĩnh Nam mà ở đấy.[18]
7. ^  Minh sử – tlđd: Sau đó vì tang mẹ mà về, dứt tang, khôi phục trừ chức Từ tế Viên ngoại lang. Xin tiện dưỡng [19], đổi làm Nam Kinh văn tuyển lang trung. Một ngày nhói tim, gấp xin nghỉ nuôi cha, mới về 2 tháng thì cha mất, tự ấy ở nhà dạy học không ra. Tấn Giang huyện chí, Thái Thanh – tlđd: Để tang mẹ, phục trừ chức, bổ làm Lễ bộ Từ tế tư Viên ngoại lang, thăng Nam Kinh Lại bộ Văn tuyển lang trung. Một ngày nhói tim, xin chung dưỡng [20], về nhà 2 tháng thì cha mất. Mỗi khi đến ngày kỵ, khóc lóc đau đớn, cả buổi không dùng rượu thịt. Tuất tông tộc, phủ cô bần, dẫu luôn thiếu thốn nhưng không giữ lại cho mình. Mân trung lý học uyên nguyên khảo, Văn Trang Thái Hư Trai tiên sanh Thanh – tlđd: Để tang mẹ, phục trừ chức, Lại bộ có kẻ không hài lòng nên bổ làm Lễ bộ Từ tế tư Viên ngoại lang, xin tiện dưỡng, thăng Nam Kinh Lại bộ Văn tuyển lang trung. Một ngày nhói tim, xin chung dưỡng, về nhà 2 tháng thì cha mất, người ta cho là hiếu cảm (hiếu thảo nên cảm thấy được). Tự ấy ở nhà dạy học không ra, mỗi khi đến ngày kỵ, khóc lóc đau đớn hết buổi, không dùng rượu thịt; tông tộc nội ngoại có ai nghèo túng, luôn chu tuất họ.
8. ^  Minh sử – tlđd: Chánh Đức cải nguyên, từ nhà khởi đi làm Giang Tây đề học phó sứ. Ninh vương Thần Hào kiêu tứ, gặp ngày Sóc (ngày 1) và ngày Vọng (ngày 15), chư tư trước chầu vương, hôm sau yết Văn miếu. Thanh không chịu, trước miếu rồi mới đến vương. Sanh thần của vương, lệnh cho chư tư mặc triều phục chúc mừng. Thanh nói "Trái lễ đấy", bỏ tế tất [21] mà vào. Vương càng không hài lòng, gặp lúc Vương cầu thêm hộ vệ, Thanh có lời chỉ trích, vương muốn vu cáo tội phỉ báng chiếu chỉ, Thanh bèn xin hưu. Vương giả cách giữ lại, còn hứa gả con gái cho con trai ông, dứt khoát từ chối. Tấn Giang huyện chí, Thái Thanh – tlđd: Chánh Đức sơ, từ nhà khởi đi làm Giang Tây đề học phó sứ. Khi ấy Thần Hào dối trá lấy danh hiền hiếu, Thanh biết trước ông ta có cái đốt phản nghịch vậy. Sanh thần của Hào, quan lại của phiên niết [22] mặc triều phục chúc mừng, Thanh một mình bỏ tế tất mà về, nói: "Để phân biệt với chí tôn đấy." Ngày sóc, vọng, chư tư đều chầu vương, sau thăm Văn miếu, Thanh ra sức xin đồng liêu làm lễ cùng nhau, trước yết miếu, sau đó chầu vương. Hào càng giận, nhân đãi tiệc giễu Thanh không thể làm thơ văn, Thanh là quan viên triều đình, há chịu đựng phiên vương bắt bẻ, cứ lấy lỹ mà đối đáp, Hào càng ngậm hờn. Bỏ tiệc đi ra, lấy bệnh trí sĩ, về nhà. Mân trung lý học uyên nguyên khảo, Văn Trang Thái Hư Trai tiên sanh Thanh – tlđd: Chánh Đức cải nguyên, từ nhà khởi đi làm Giang Tây đề học phó sứ. Khi ấy Thần Hào đang mưu đồ bất quỹ, phàm ngày sóc, vọng, quan lại phiên niết đều trước chầu Thần Hào, hôm sau mới yết miếu Khổng tử. Tiên sanh đến, ra sức xin liêu thuật hành lễ cùng ngày, trước yết miếu, sau chầu vương. Sanh nhật của Thần Hào, lệnh quan lại phiên niết mặc triều phục chúc mừng. Tiên sanh nói: "Bề tôi gặp vua thì mặc triều phục, không gặp vương." Bỏ phất [23] mà vào, Thần Hào cả giận. Một ngày đãi tiệc quan lại phiên niết, Thần Hào giễu tiên sanh rằng: "Ngài không thể làm thơ (thi)." Tiên sanh đáp rằng: "Mỗ bình sanh đối với người vô tư." Âm của chữ tư (sī) với thi (shī) gần nhau. Thần Hào càng hờn. Sau đó tâu cầu hộ vệ, đã xin được rồi, đồng liêu có người đổ cho tiên sanh, nói tiên sanh một mình chỉ trích. Thần Hào nghe được, muốn vu tội nghị luận chiếu chỉ trái lẽ. Tiên sanh nghiêm chỉnh đáp lại, rồi làm sớ xin trí sĩ. Thần Hào vờ níu kéo giữ lại, còn muốn lấy con gái làm vợ con trai của ông, tiên sanh ra sức từ chối mà về.
9. ^  Minh sử – tlđd: Lưu Cấn biết thiên hạ nghị luận về mình, dùng cố sự Thái Kinh triệu Dương Thì, khởi Thanh làm Nam Kinh Quốc tử Tế tửu. Mệnh lệnh vừa mới hạ thì Thanh đã tốt, khi ấy là năm Chánh Đức thứ 3, được 56 tuổi... Trong niên hiệu Vạn Lịch truy thụy Văn Trang, tặng Lễ bộ Hữu thị lang. Tấn Giang huyện chí, Thái Thanh – tlđd: Nghịch Cấn đương quyền, đang đề bạt người hiền đương thời, không đầy vài tháng khởi Thanh làm Quốc tử giám Tế tửu, mệnh lệnh đang hạ thì Thanh đã tốt, người hiểu biết nói rằng nếu còn sống ắt cũng không ra. Được 56 tuổi, táng ở núi Chung Lư... Năm Long Khánh thứ 3, có nghị luận cho tòng tự miếu đình của Khổng tử. Trong niên hiệu Vạn Lịch, Thiêm đô ngự sử Chiêm Ngưỡng Tý xin đổi tên [24] ở triều đình, tứ thụy Văn Trang. Đại học sĩ Lý Đình Cơ lại xin tặng Lễ bộ thị lang. Năm Ung Chánh thứ 2 nhà Thanh, tòng tự Văn miếu. Mân trung lý học uyên nguyên khảo, Văn Trang Thái Hư Trai tiên sanh Thanh – tlđd: Khi ấy Lưu Cấn đang chuyên quyền, tiến dẫn danh sĩ để che lòng người, không đầy vài tháng phục khởi làm Nam Kinh Quốc tử giám Tế tửu, triều mệnh chưa đến thì tiên sanh đã tốt, khi ấy là năm Chánh Đức thứ 3, được 56 tuổi... Trong niên hiệu Vạn Lịch, Thiêm đô ngự sử Chiêm công Ngưỡng Tý xin đổi tên, thụy là Văn Trang; Đại học sĩ Lý công Đình Cơ xin tặng Lễ bộ thị lang. Năm Ung Chánh thứ hai của quốc triều, tòng tự miếu đình của Khổng tử.[25]
10. ^  Minh sử – tlđd: Bình sanh sửa mình giữ đức, nghèo nhưng vui vẻ giúp đỡ, nên họ hàng nương nhờ. Tấn Giang huyện chí, Thái Thanh – tlđd: Thanh sắc lặng khí hòa, ngoài nhàn nhã trong rạch ròi. Mân trung lý học uyên nguyên khảo, Văn Trang Thái Hư Trai tiên sanh Thanh – tlđd: Tiên sanh khí thanh sắc hòa, ngoài đơn giản trong rạch ròi, mới gặp đã khiến người ta bỏ qua vẻ bỉ lận của ông, quen biết lâu rồi, sẽ nói mà quên thở, cùng bàn luận việc thiên hạ xưa nay, đem hết lễ nghĩa bẻ gãy (ý nói bỏ qua lễ tiết thông thường), lời của ông khẩn thiết và tinh thâm.
11. ^  Tấn Giang huyện chí, Thái Thanh – tlđd: Làm Mật châm 50 điều, đều là lời tự châm tự biếm.
12. ^  Minh sử – tlđd: Nhờ giỏi "Dịch" mà nổi tiếng.
13. ^  Minh sử – tlđd: Cái học của Thanh, ban đầu chủ là tĩnh, sau đó chủ là hư, nên lấy hư danh là Trai. Mân trung lý học uyên nguyên khảo, Văn Trang Thái Hư Trai tiên sanh Thanh – tlđd: Từng nói: học cần nuôi chánh tính, giữ chánh hành, nên sửa mình theo lễ, học tập người xưa, lấy Lục kinh làm nhập môn, Tứ tử làm tiêu chuẩn [26], tứ nho làm chân phái [27], thì đối với bản thân sẽ có tác dụng, nhận ra nguồn cội ở vùng đất tĩnh – hư. Nên ban đầu chủ ở tĩnh, sau chủ ở hư, vì lý trong thiên hạ lấy hư mà vào, cũng lấy hư mà ứng; cho rằng cách vật [28] không gì ngoài việc độc sách, đọc sách nên lấy 8 chữ "hư tâm hàm vịnh, thiết kỷ thể sát" (tạm dịch: lòng trống rỗng như chìm dưới nước, nghiêm khắc đòi hỏi bản thân phải suy xét) làm yếu quyết, nhân đó lấy hư danh là Trai. Việc dạy người của ông, lấy xem sách thì suy nghĩ nghĩa lý làm đầu, không đọc câu cú từ ngữ. Ý rằng thánh nhân làm Kinh là để soi sáng Đạo, người học nhân việc truyền bá và chú giải để tìm hiểu Kinh, thật sự dựa vào thể nghiệm thân và tâm mà nhìn sâu vào bản thể của Đạo.
Lại nói: Đạo của Tống nho, đến Chu tử mới nên đại thành. Cái học của Chu tử không sáng, thì cái đạo của thánh hiền không rõ. Nên bắt tay trước tác các sách Tứ thư mông dẫn, Dịch mông dẫn, đều suy cầu ý của Chu tử, để tìm về lời dạy gốc của thánh hiền. Làm Mật châm hơn 50 điều, đều tự kiểm điểm công việc của bản thân. Kết bạn với Ninh Vĩnh Trinh, Lâm Tuấn, Tôn Giao, Dương Liêm, Đinh Ky, Giang Triều Đông, còn thờ làm thấy là Hà Kiều Tân, theo lời ông thì Dịch là theo học thầy Tam Sơn Lâm Bần. Được ông truyền thụ Dịch là người cùng ấp Trần thị Sâm, đến nay nói về Dịch thì đều là hậu duệ của ông. Sĩ đại phu thời Hoằng Trị bỏ dở Lý học, Vĩnh Trinh, Liêm, Ki, Triều Đông và tiên sanh lấp đầy khoảng trống từ đấy về sau, mà tiên sanh và Liêm là rất hiếm có.
Cung Túc (thụy hiệu) Hoàng thị Quang Thăng nói: Tuyền từ khi Chu tử đi Đồng An về sau, trường tư thục tuy nhiều, nhưng chỉ có tiên sanh làm nên một dòng; cái thịnh về nhân vật một thời ở Tuyền Nam, đều là do tiên sanh tạo nên. Dù làm quan chưa được trọn năng lực nhà nho, nhưng có cái ơn dạy người mấy đời vậy.
14. ^  Tấn Giang huyện chí, Thái Thanh – tlđd: Thời Thành (Hóa) Hoằng (Trị), bàn về Lý học, duy Thanh đạt đến mức tinh túy.
15. ^  Mân trung lý học uyên nguyên khảo quyển 55 – Văn Trang Thái Hư Trai tiên sanh Thanh học phái: Xét:
Thời thịnh thế đời Minh, Lý học sáng tỏ nhất, tiền bối nói: Cái học phương bắc khởi từ họ Tào ở Thằng Trì (tức Tào Đoan), họ Tiết ở Hà Tân (tức Tiết Tuyên), cái học của phương nam phát từ họ Ngô ở Khang Trai (tức Ngô Dữ Bật), mà Mân Trung thật sự là do Hư Trai tiên sanh đề xướng.
Tổ tiên là ngài Văn Trinh [29] soạn Hư Trai tiên sanh từ ký rằng: "Ngô Mân vắng vẻ nơi chân trời, từ Chu tử về sau, cái chánh của việc học Đạo theo dòng của hải nội. Đến sau niên hiệu Thành Hóa nhà Minh, Hư Trai tiên sanh quật khởi ở Ôn Lăng (tên gọi xưa của Tuyền Châu), trước hết lấy giải kinh gỡ lý làm việc, chẳng phải sách của Khổng, Mạnh thì không đọc, chẳng phải thuyết của Trình, Chu thì không giảng; sánh với việc truyền chú vậy; nói một câu mà bàn một chữ, chuyên tâm vào Chu tử hằng ngày để nhận ra cái ý tinh túy, nếu gặp nhầm lẫn từ lời truyền miệng bởi các quân tử Miễn Trai, Bắc Khê,[30] thì tiên sanh có cớ để phê bình để đính chính.
Tiền bối Tuân Nham Vương thị (Vương Thận Trung) nói: Từ lúc nhà Minh dựng nước về sau, tận tâm với cái học của Chu tử là một mình Hư Trai tiên sanh mà thôi, từ ấy mới có đời sau, Tử Phong Trần tiên sanh (Trần Sâm), Thứ Nhai Lâm tiên sanh (Lâm Hi Nguyên) [xét bản thảo của ngài còn có Tịnh Phong Trương tiên sanh (Trương Nhạc)], đều ở phía sau cổng làng học tập tại lớp tư thục, Kinh học Tuyền Châu hưng thịnh trở thành tiếng nói của một nhà. Khi ấy cái học của Diêu Giang thịnh hành ở đông nam [31], mà kẻ sĩ đất Mân chẳng tuân theo, giơ tay xem đệ tử của Dương Minh có bao nhiêu người, đất Mân chẳng có lấy một, đây là học trò Ngô Mân giữ học thuyết của thầy, noi quy củ, nên không có thứ gì phù phiếm thay đổi được, chẳng phải Hư Trai tiên sanh, thì còn ai mở mang cho. Nay Kinh học tối tăm đã lâu, sĩ đại phu yêu chuộng đi theo cái tạp, còn kẻ không thành thực và phù hoa, chuyển sang cái viễn vông; độc đáo ở chỗ các sách Mông dẫn, Tồn nghi, Thiển thuyết, Thông điển được lưu hành ở hải nội, nên học tập ở nhà được người ta chuộng, cũng hợp lý vậy. Bởi thế từng cho rằng cái học của Ngô Mân nắm được di ý của Hán nho, sáng tỏ chương cú, coi trọng huấn cổ. Chuyên tâm học tập, trọn đời không quay lưng với lời dạy của thầy, là cái học của Hán nho vậy; thành tâm dốc trí, dứt bỏ lỗ mãng, là cái học cận đại vậy. Hai điều ấy, cái nào xưa? cái nào nay? cái nào nồng? cái nào nhạt? Về sau người quân tử ắt biện xét.
Đọc nguyên lưu Mân học của tiên công, nâng suy ngăn kém, làm nên luật lệnh, cách thức của cái học ngày nay. Thêm thắt chỗ giản lược để làm rõ đầu cuối.
16. ^  Tấn Giang huyện chí (Đạo Quang bản) quyển 31: Tuyển cử chí – Cử nhân, Cống sanh, Ân tự, Vũ tiến sĩ, Vũ cử nhân, Vũ tuyển Lưu trữ ngày 4 tháng 4 năm 2016 tại Wayback Machine: Thái Tồn Úy, con của Thanh. Nho sĩ. Truyện xem Văn uyển. (thực ra không có) Thái Tồn Viễn, con của Thanh. Phủ học. Bính tuất tiến sĩ. Tấn Giang huyện chí (Đạo Quang bản) quyển 56: Nhân vật chí – Văn uyển 2 Lưu trữ ngày 4 tháng 4 năm 2016 tại Wayback Machine – Thái Tồn Viễn: Thái Tồn Viễn, tự Tư Nghị, con trai thứ tư của Văn Trang. Tiến sĩ năm Bính tuất thời Gia Tĩnh, từng nhiệm Cát An, Tùng Giang 2 phủ thôi quan, cất nhắc Thái bộc tự thừa. Sanh bình ghi chép Tống trích yếu, Hồ truyện trích văn phê, Tục trình văn phê điểm luận tắc, Tiến trình Dịch kinh mông dẫn biểu. Tự trước có Chu Dịch chánh thuyết.
17. ^  Minh sử – tlđd: Môn nhân của ông là Trần Sâm, Vương Tuyên, Dịch Thì Trung, Lâm Đồng, Triệu Đãi, Thái Liệt đều có tiếng, mà Trần Sâm nổi nhất.